# کادیلاک رکوردز
کادیلاک رکوردز (به انگلیسی: Cadillac Records) یک فیلم زندگینامه‌ای موزیکال محصول سال ۲۰۰۸ آمریکا، به نویسندگی و کارگردانی دارنل مارتین است.

این فیلم به بررسی دوران موسیقی از اوایل ۱۹۴۰ میلادی تا اواخر ۱۹۶۰، وقایع زندگی بزرگترین اجرا کنندگان در شیکاگو، شرکت لنرد چیس و چند نوازنده ای که برای «چیس رکوردز» موسیقی ضبط کرده‌اند، می‌پردازد.

## بازیگران
- آدرین برودی در نقش لنرد چیس
- بیانسه نولز-کارتر در نقش اتا جیمز
- جفری رایت در نقش مادی واترز
- سدریک اینترتینر در نقش ویلی دیکسون
- گابریله یونیون در نقش جنوا وید
- کلمبوس شورت در نقش لیدل والتر
- امانوئل چریکی در نقش رِوِتا چیس
- امان واکر در نقش هاولین ولف
- مس دف در نقش چاک بری
- شایلو فرناندز در نقش فیل چیس
- جی او. ساندرس در نقش آقای فدر
- اریک بوگوسیان در نقش آلن فرید
- کوین مامبو در نقش جیمی راجرز
- مارک بونان در نقش کیت ریچاردز

## جوایز و نامزدها
| مراسم                                       | دسته‌بندی                                                              | گیرنده                                                           | نتیجه    |
| ------------------------------------------- | --------------------------------------------------------------------- | ---------------------------------------------------------------- | -------- |
| انجمن منتقدان فیلم آمریکایی‌های آفریقایی‌تبار | بهترین بازیگر مرد مکمل                                                | جفری رایت                                                        | برنده    |
| جایزه بلک ریل                               | بهترین فیلم                                                           | بهترین فیلم                                                      | برنده    |
| جایزه بلک ریل                               | بهترین گروه                                                           | بهترین گروه                                                      | برنده    |
| جایزه بلک ریل                               | بهترین کارگردانی                                                      | دارنل مارتین                                                     | نامزدشده |
| جایزه بلک ریل                               | بهترین فیلمنامه، اقتباس یا اصلی                                       | دارنل مارتین                                                     | نامزدشده |
| جایزه بلک ریل                               | بهترین بازیگر مرد مکمل                                                | جفری رایت                                                        | برنده    |
| جایزه بلک ریل                               | بهترین بازیگر مرد مکمل                                                | امان واکر                                                        | نامزدشده |
| جایزه بلک ریل                               | بهترین بازیگر مرد مکمل                                                | مس دف                                                            | نامزدشده |
| جایزه بلک ریل                               | بهترین عملکرد دستیابی به موفقیت                                       | کلمبوس شورت                                                      | نامزدشده |
| جایزه گلدن گلوب                             | جایزهٔ گلدن گلوب بهترین آهنگ اوریجینال                                 | "یکبار در تمام طول عمر"                                          | نامزدشده |
| جایزه گرمی                                  | جایزهٔ گرمی برای بهترین ترانهٔ نوشته‌شده برای رسانه‌های تصویری            | "یکبار در تمام طول عمر"                                          | نامزدشده |
| جایزه گرمی                                  | جایزهٔ گرمی برای بهترین موسیقی متن تلفیقی برای رسانهٔ تصویری            | جایزهٔ گرمی برای بهترین موسیقی متن تلفیقی برای رسانهٔ تصویری       | نامزدشده |
| جایزه گرمی                                  | جایزهٔ گرمی برای بهترین اجرای سنتی آر اند بی                           | "در آخر"                                                         | برنده    |
| جایزه ایمیج                                 | جایزهٔ ایمیج برای بهترین بازیگر نقش اول زن در بخش فیلم‌های سینمایی      | جایزهٔ ایمیج برای بهترین بازیگر نقش اول زن در بخش فیلم‌های سینمایی | نامزدشده |
| جایزه ایمیج                                 | جایزهٔ ایمیج برای بهترین بازیگر نقش مکمل مرد در بخش فیلم‌های سینمایی    | جفری رایت                                                        | نامزدشده |
| جایزه ایمیج                                 | جایزهٔ ایمیج برای بهترین بازیگر نقش مکمل زن در بخش فیلم‌های سینمایی     | بیانسه                                                           | نامزدشده |
| جایزه ایمیج                                 | جایزهٔ ایمیج برای بهترین بازیگر نقش مکمل مرد در بخش فیلم‌های سینمایی    | سدریک اینترتینر                                                  | نامزدشده |
| جایزه ایمیج                                 | جایزهٔ ایمیج برای بهترین بازیگر نقش مکمل مرد در بخش فیلم‌های سینمایی    | کلمبوس شورت                                                      | برنده    |
| جایزه ایمیج                                 | جایزهٔ ایمیج برای بهترین بازیگر نقش مکمل مرد در بخش فیلم‌های سینمایی    | مس دف                                                            | نامزدشده |
| جایزه ایمیج                                 | جایزهٔ ایمیج برای برجسته‌ترین نوشته در یک حرکت تصویر (تلویزیون یا فیلم) | دارنل مارتین                                                     | نامزدشده |
| جایزه ستلایت                                | جایزهٔ ستلایت برای بهترین بازیگر زن مکمل                               | بیانسه                                                           | نامزدشده |